# توماس فالدوخ
توماس فويتشيك فالدوخ (بالبولندية: Tomasz Wojciech Wałdoch)‏ (مواليد 10 مايو 1971) هو لاعب كرة قدم. يلعب مع منتخب بولندا لكرة القدم. سبق له أن لعب في كأس العالم لكرة القدم مع منتخب بلاده.

## مسيرته الكروية
لعب توماس فالدوخ خلال مسيرته الاحترافية مع 3 أندية في تسعة عشر موسمًا وسجل خلالها 28 هدفًا ضمن 426 مباراة. حيث فاز في موسمين بالكأس ولم يفز بأي دوري.
خاض توماس فالدوخ مسيرته مع نادي غورنيك زابجه في موسم 1988–89 ليلعب معه سبعة مواسم، مشاركًا في 152 مباراة سجل خلالها 8 أهداف. ثم انتقل إلى نادي بوخوم في موسم 1994–95 ليلعب معه خمسة مواسم، حيث شارك في 133 مباراة سجل خلالها 8 أهداف أيضًا. لينتقل بعدها إلى نادي شالكه 04 في موسم 1999–00 ليلعب معه سبعة مواسم، مشاركًا في 141 مباراة سجل خلالها 12 هدفًا.

## روابط خارجية
- توماس فالدوخ على موقع قاعدة بيانات كرة القدم.إي يو (الإنجليزية)
- توماس فالدوخ على موقع بيانات كرة القدم. دي إي (الألمانية)
- توماس فالدوخ على موقع ناشيونال فوتبول تيمز (الإنجليزية)
- توماس فالدوخ على موقع عالم كرة القدم.نت (الإنجليزية)
- توماس فالدوخ على موقع أوليمبيديا (الإنجليزية)
- توماس فالدوخ على موقع اللجنة الأولمبية البولندية (مؤرشف) (البولندية)